# Dancing Stage Party Edition
Dancing Stage Party Edition (Dance Dance Revolution 4thMix ou Dance Dance Revolution Konamix) est un jeu vidéo de rythme développé et édité par Konami, sorti en 2002 sur borne d'arcade, Windows et PlayStation.
Sur PlayStation, le jeu a été réédité dans la gamme Platinum.

## Accueil
- Jeux vidéo Magazine : 15/20 (PS)[1]